# Nahuel Guzmán
Nahuel Guzmán (* 10. Februar 1986 in Rosario, Santa Fe), häufig nur unter seinem Vornamen bezeichnet, ist ein argentinischer Fußballspieler auf der Position des Torwarts.

## Laufbahn
Seinen ersten Profivertrag erhielt Nahuel bei seinem Heimatverein Newell’s Old Boys, für den er in der Saison 2006/07 viermal zum Einsatz kam. Um Spielpraxis zu sammeln, wurde er 2007 an den unterklassigen Verein Independiente Rivadavia ausgeliehen, bei dem Guzmán in der Saison 2008/09 als Stammtorhüter eingesetzt wurde. 2009 holten die Newell’s Old Boys den bei ihm unter Vertrag stehenden Torhüter zurück, der in den nächsten drei Spielzeiten allerdings nur zu zwei Einsätzen kam. In den folgenden Spielzeiten 2012/13 und 2013/14 war Nahuel dann Stammtorhüter seines Vereins und verhalf ihm zur argentinischen Fußballmeisterschaft des Torneo Final 2013.
Durch seine überzeugenden Leistungen wurde Nahuel nicht nur schon bald in die Nationalmannschaft berufen, für die er erstmals im Oktober 2014 (beim 7:0 gegen Hongkong) zum Einsatz kam, sondern weckte auch das Interesse des mexikanischen Erstligisten UANL Tigres, der ihn Ende 2014 nach Mexiko holte. Mit den Tigres gewann Nahuel bereits zweimal die mexikanische Fußballmeisterschaft; zunächst in der Apertura 2015 und im folgenden Jahr noch einmal in der Apertura 2016. In beiden Finalspielen (2015 gegen die UNAM Pumas und 2016 gegen den Club América) hatte es in der regulären Spielzeit keinen Sieger gegeben, weshalb in beiden Fällen zur Ermittlung des Meisters ein Elfmeterschießen herangezogen werden musste. In diesen bewies Nahuel seine mentale Stärke: während die Tigres im Finale gegen die Pumas alle vier Elfmeter verwandelten, schoss Fidel Martínez den ersten Elfmeter für die Pumas am Tor vorbei. Den vierten von Javier Cortés getretenen Elfmeter konnte Nahuel abwehren. Ein Jahr später verwandelten die Tigres im Finale gegen América ebenfalls alle Elfmeter. Diesmal mussten sie nur dreimal antreten, weil Nahuel alle drei Schüsse der Americanistas hielt.
Guzmán stand im Kader der Nationalmannschaft Argentiniens für die WM 2018 in Russland.

## Erfolge
- Argentinischer Meister: Torneo Final 2013
- Mexikanischer Meister: Apertura 2015, Apertura 2016